# Deboye
Deboye es una comuna o municipio del círculo de Yuwaru de la región de Mopti, en Malí. En abril de 2009 tenía una población censada de 23 152 habitantes.
Se encuentra ubicada en el centro del país y al noroeste de la región de Mopti, cerca del río Níger y de la frontera con la región de Tombuctú y con Mauritania.